# قمة هانغتشو

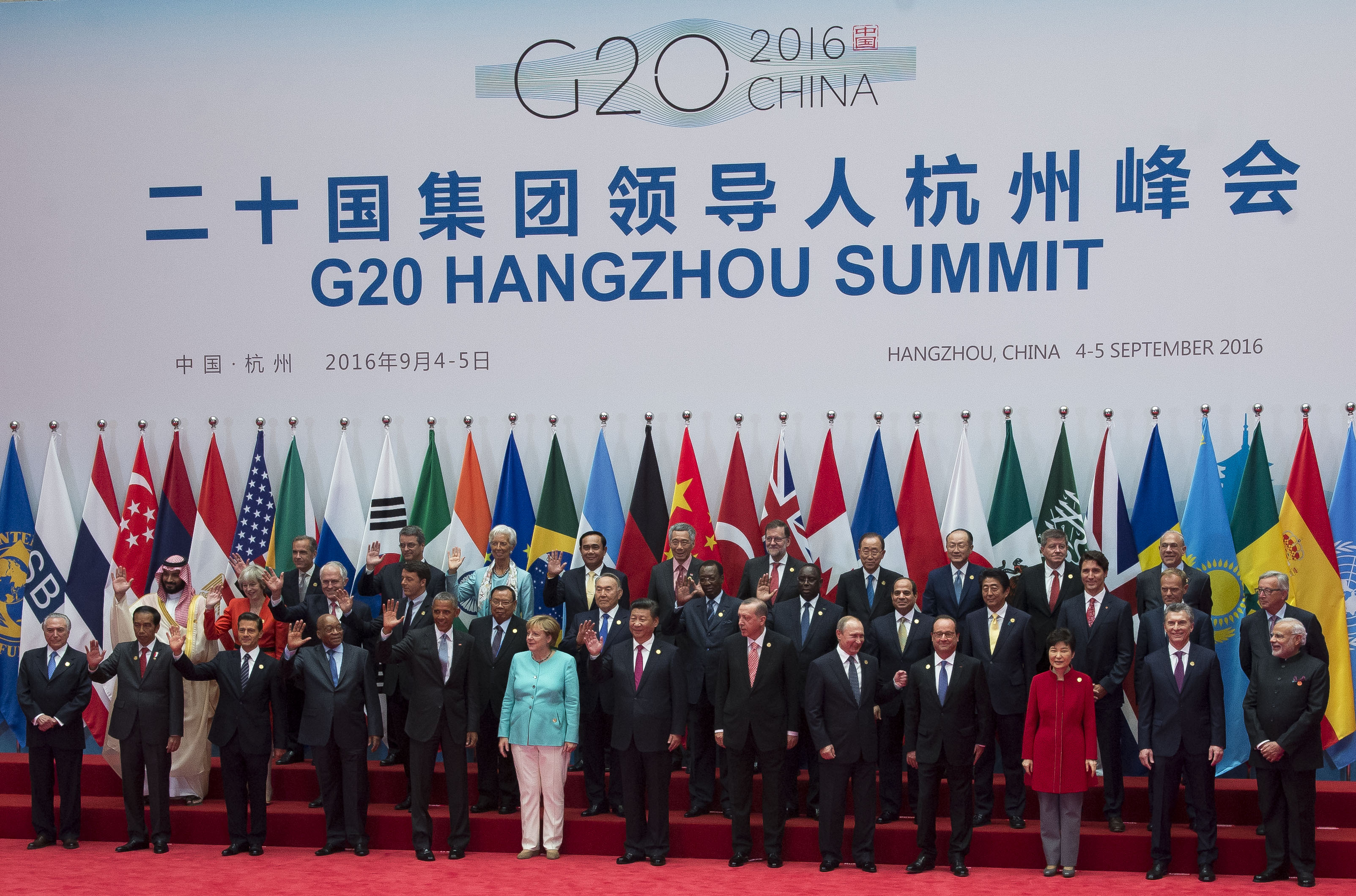
صورة القادة المشاركين بالقمة.

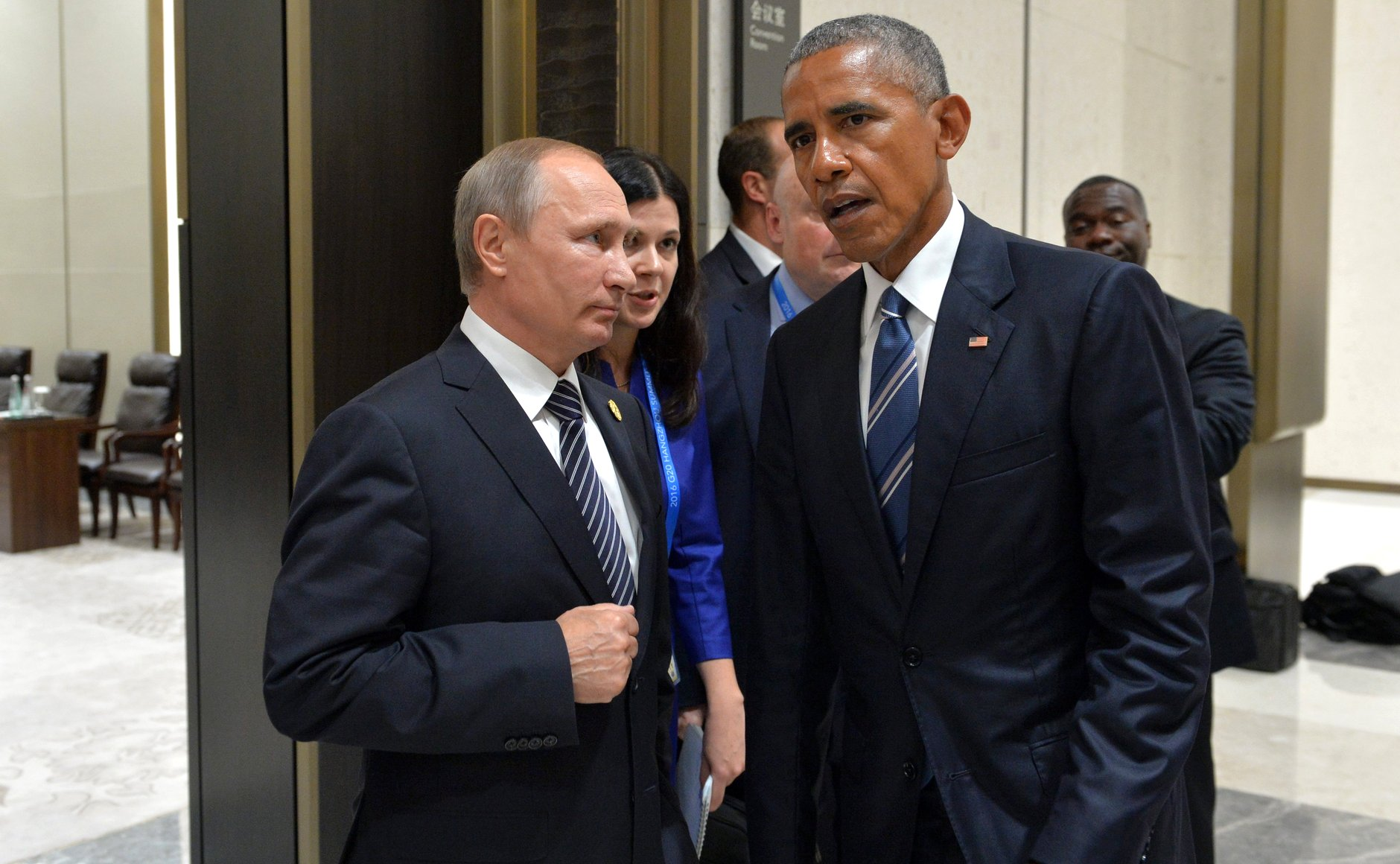
فلاديمير بوتين وباراك أوباما، 5 سبتمبر 2016.

قمة هانغتشو الحادية عشر لمجموعة العشرين التي عقدت في 4 - 5 سبتمبر 2016 في هانغتشو تشيجيانغ وهي القمة الأولى التي تعقد بالصين والثانية في اسيا بعد قمة مجموعة العشرين 2010 الخامسة في سيؤول كوريا الجنوبية

## القضايا والمحاور
اولا قضيه القطاع الخاص الذي يستهدف الجميع بسبب انبعثاث المناخ
اتفاقية الأمم المتحدة الإطارية بشأن تغير المناخ معاهدة بيئية دولية لمكافحة «التدخل البشري الخطير في النظام المناخي»، ويتم ذلك جزئيًا عن طريق تثبيت تركيزات الغازات الدفيئة في الغلاف الجوي. وقعت عليها 154 دولة في مؤتمر الأمم المتحدة المعني بالبيئة والتنمية (يو إن سي إي دي)، المعروف بشكل غير رسمي باسم قمة الأرض، الذي عقد في ريو دي جانيرو في الفترة ما بين 3 - 14 يونيو 1992. وأنشأت أمانة مقرها في بون ودخلت حيز التنفيذ في مارس 1994. دعت المعاهدة إلى استمرار البحث العلمي، والاجتماعات المنتظمة، والمفاوضات واتفاقات السياسة المستقبلية المصممة للسماح للأنظمة البيئية بالتكيف بشكل طبيعي مع تغير المناخ، لضمان عدم تعرض إنتاج الغذاء للتهديد ولتمكين التنمية الاقتصادية من المضي قدمًا بطريقة مستدامة.

## القادة المشاركون
فيما يلي قائمة القادة المشاركين في قمة هانغتشو:

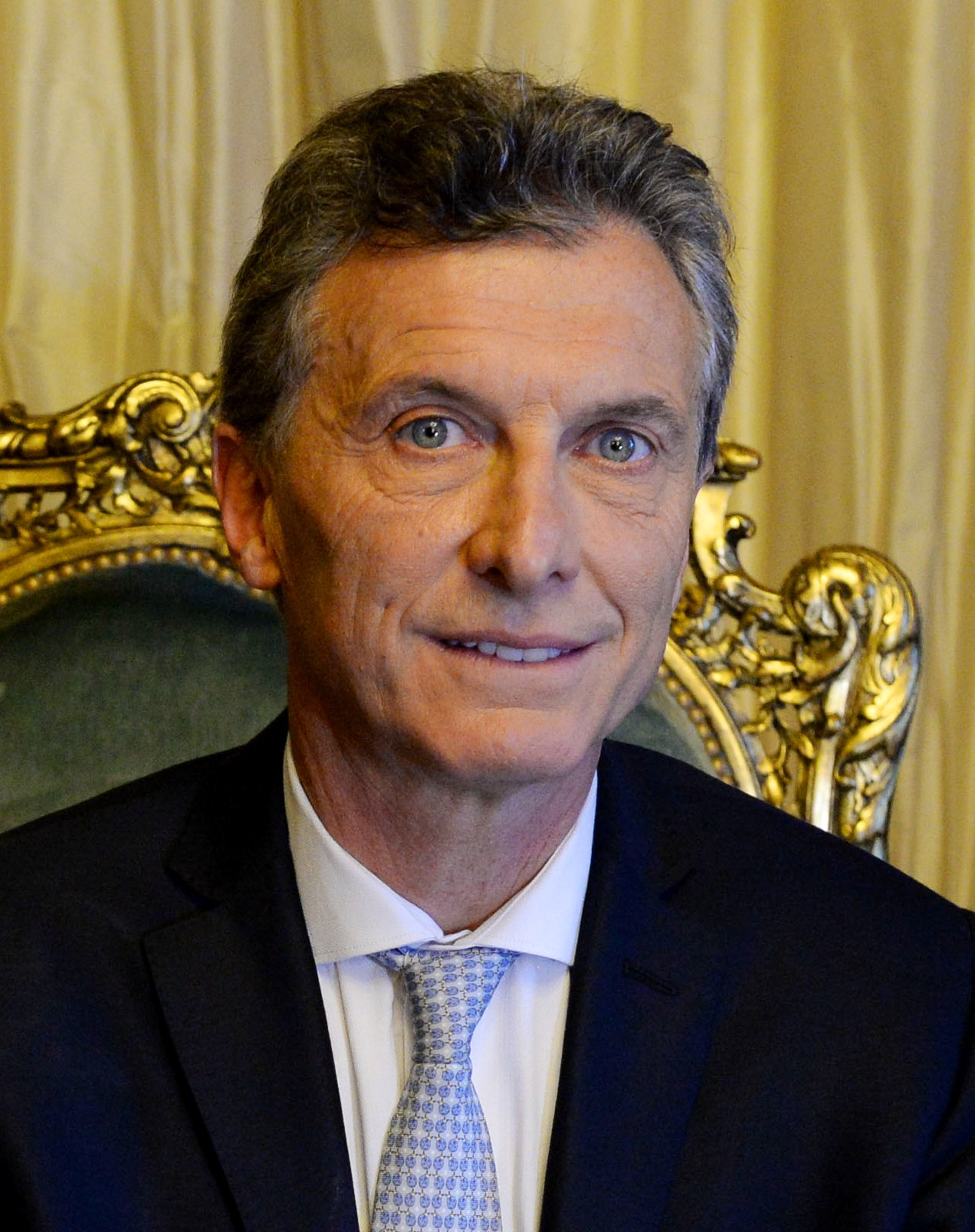
' ماوريسيو ماكري، الرئيس
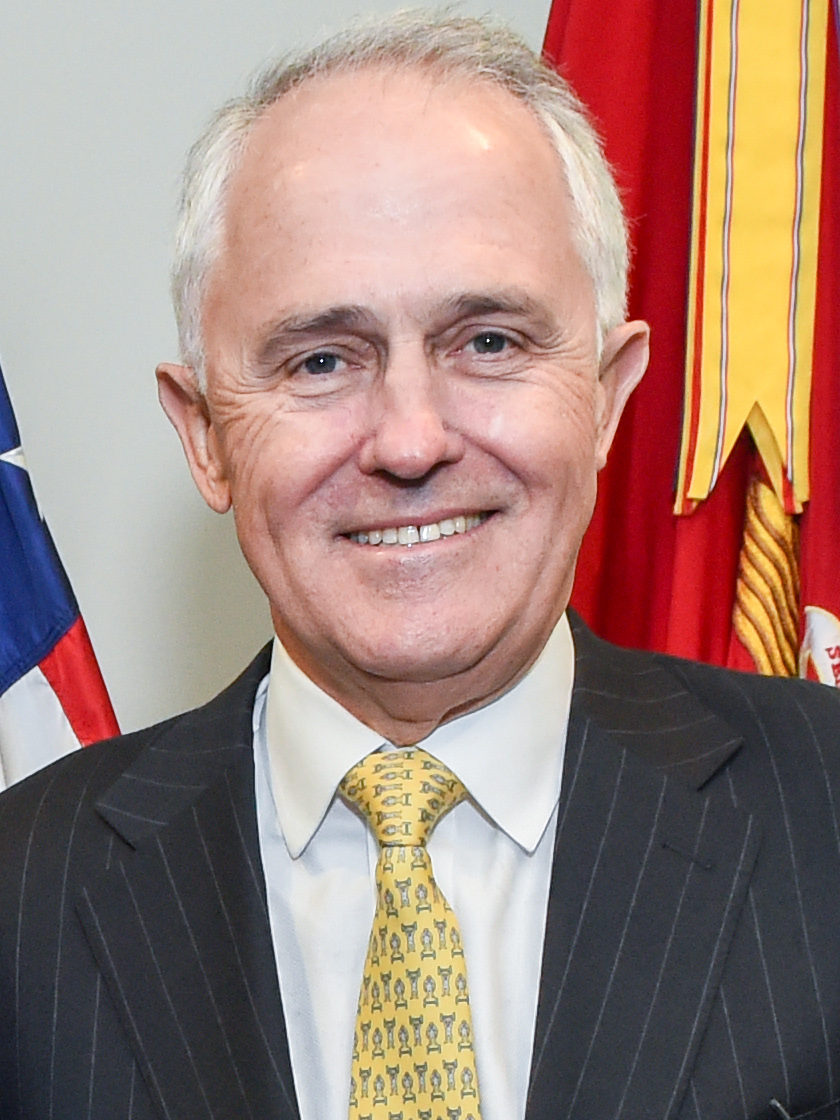
' مالكولم تورنبول، رئيس الوزراء
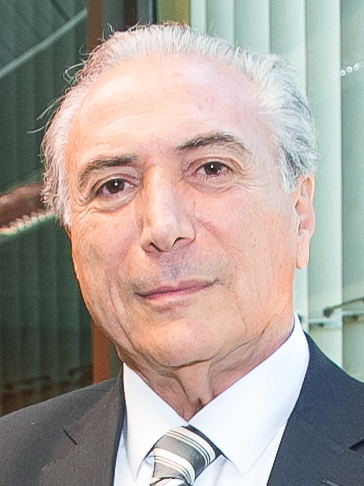
' ميشال تامر، الرئيس
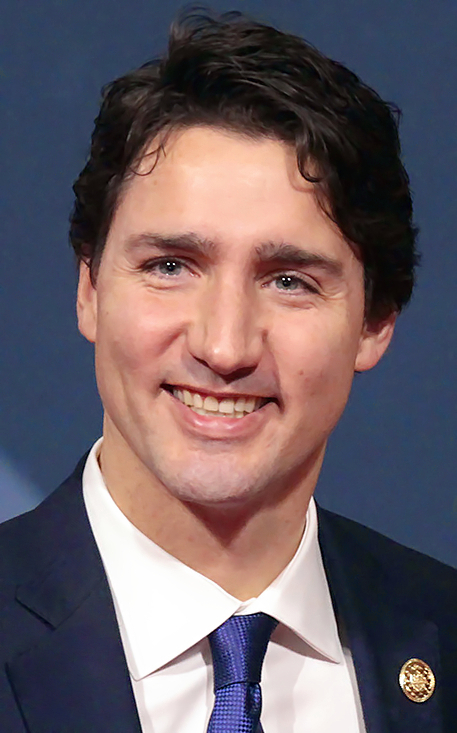
' جاستن ترودو، رئيس الوزراء
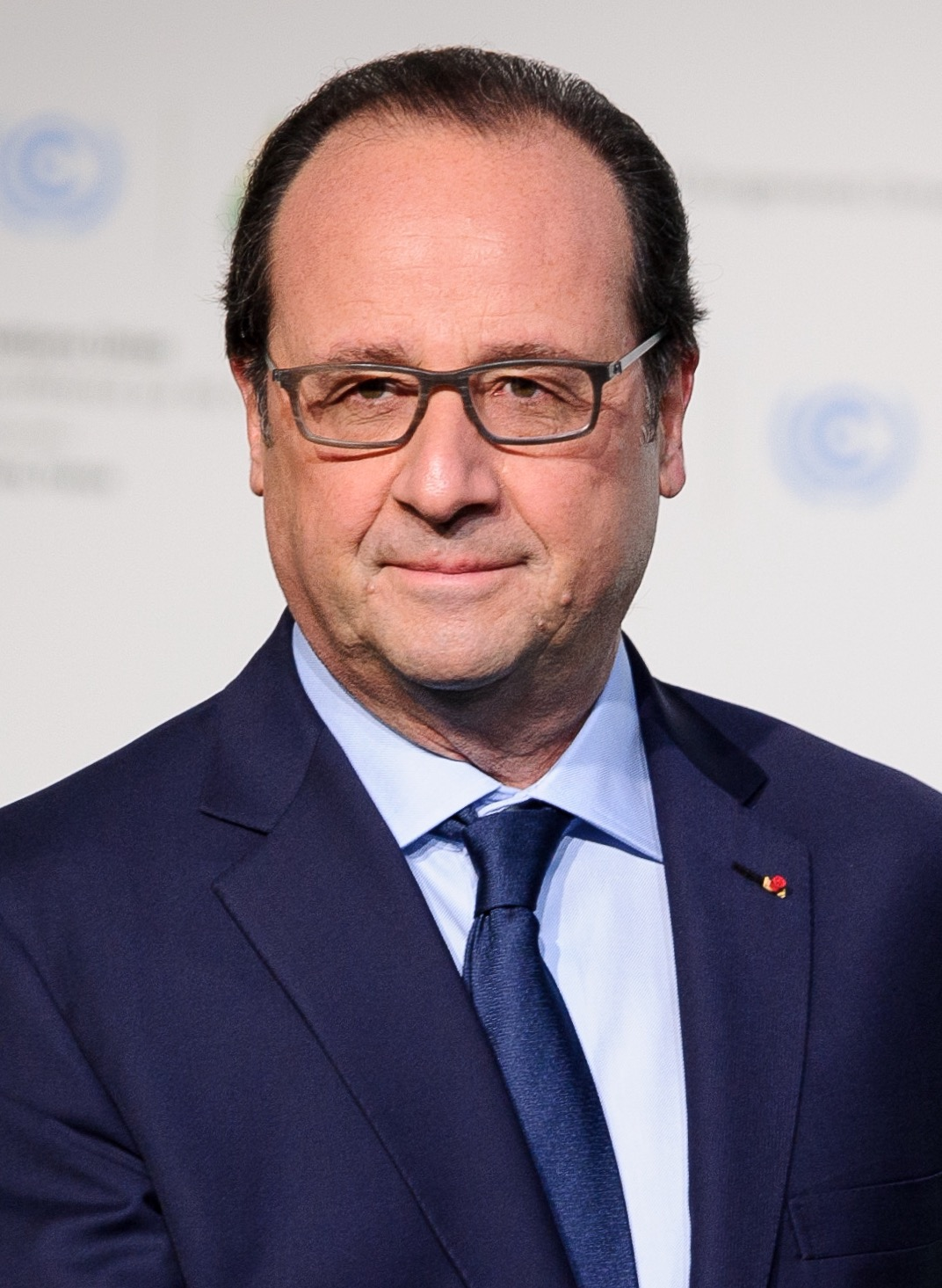
' فرانسوا أولاند، الرئيس
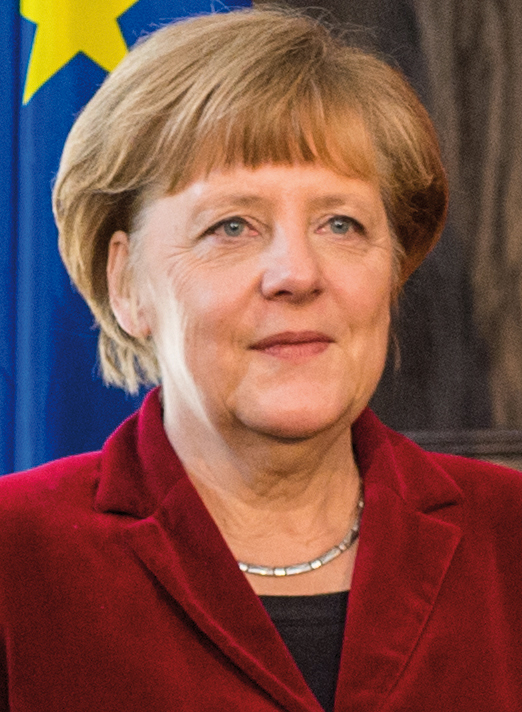
' أنغيلا ميركل، مستشارة
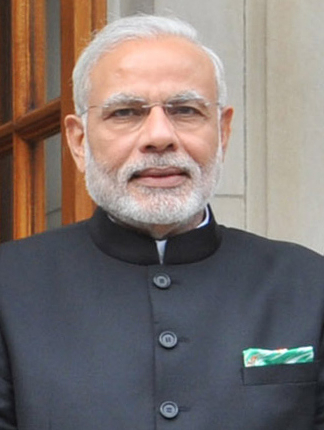
' ناريندرا مودي، رئيس الوزراء
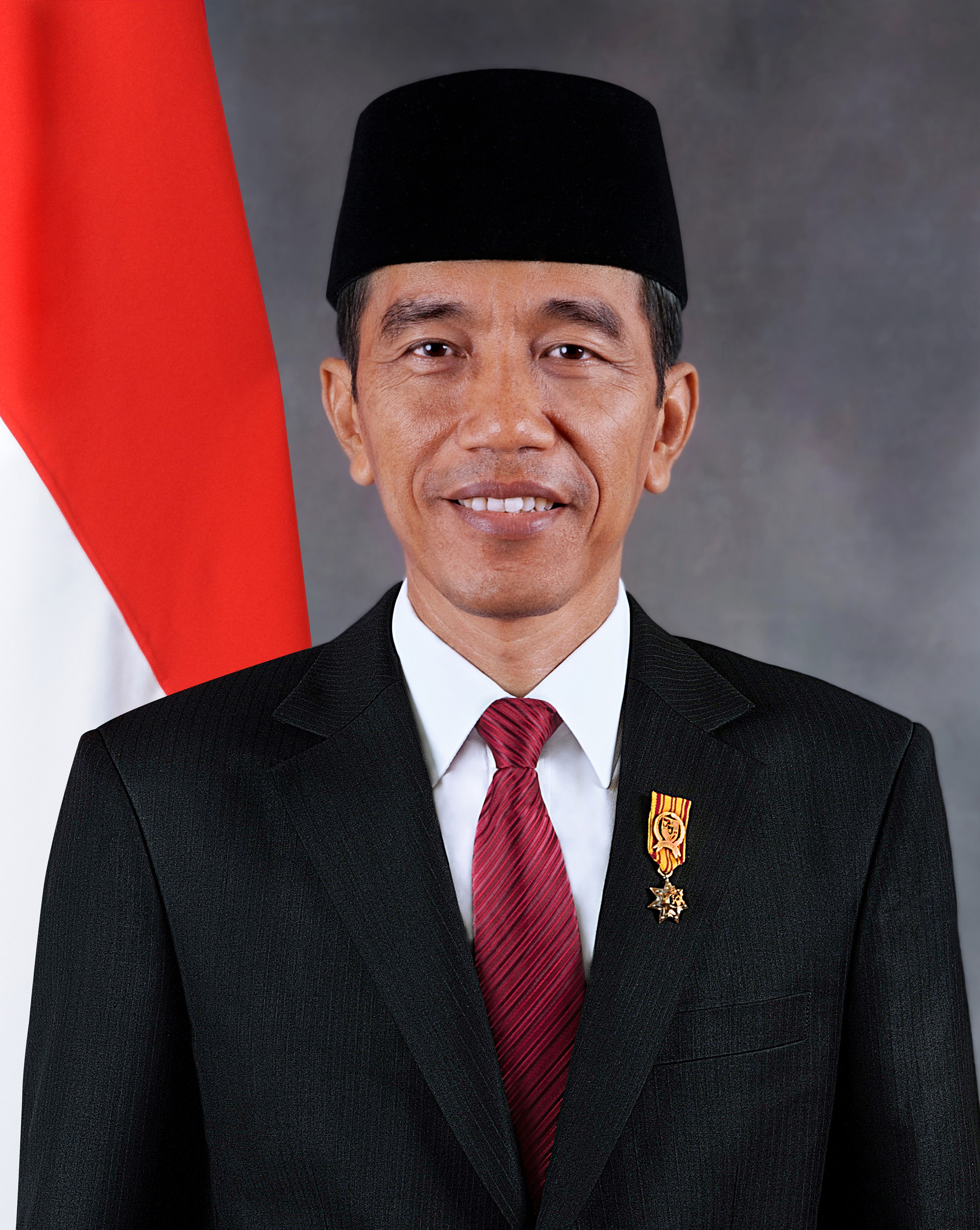
' جوكو ويدودو، رؤساء إندونسيا
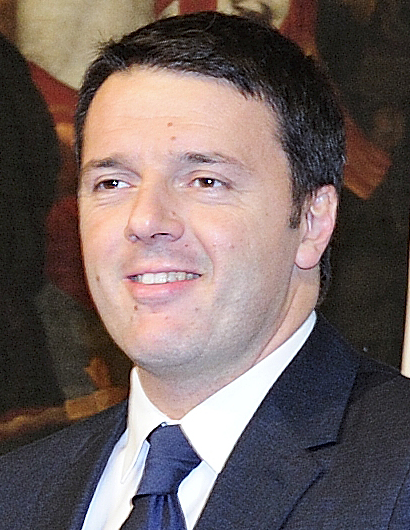
' ماتيو رينزي، رئيس الوزراء
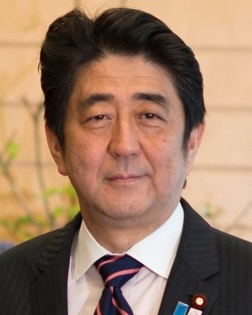
' شينزو آبي، رئيس الوزراء
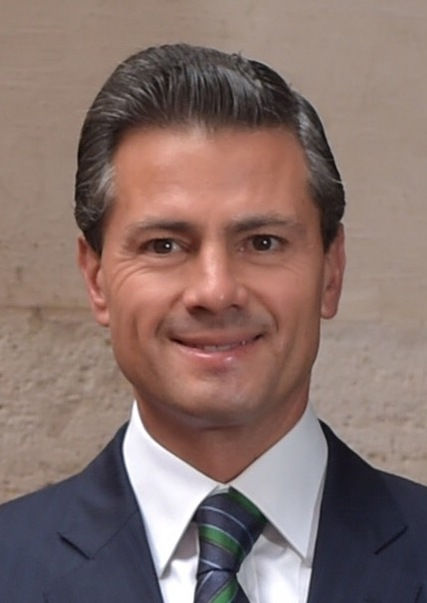
' إنريكه بينيا نييتو، الرئيس
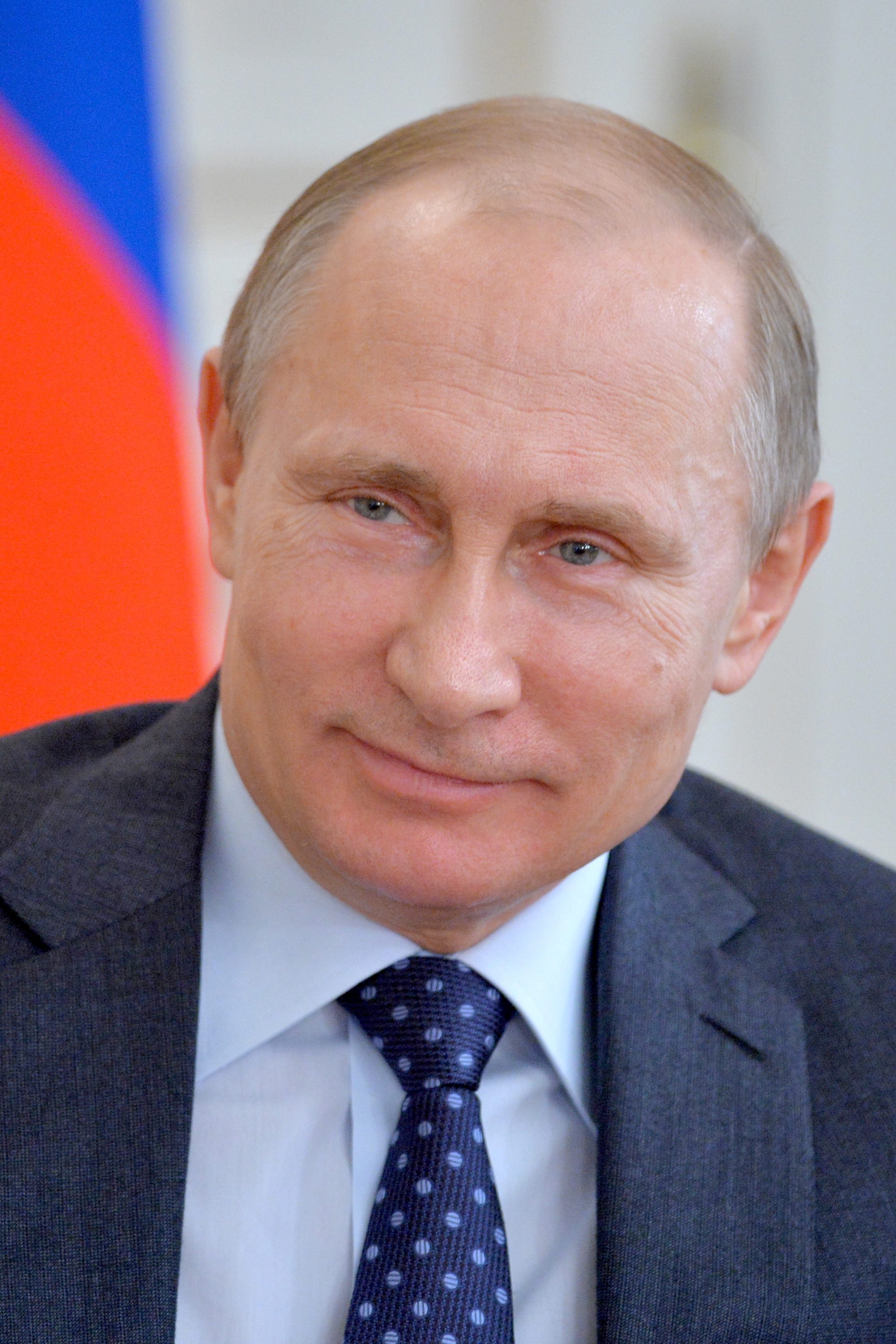
' فلاديمير بوتين، الرئيس
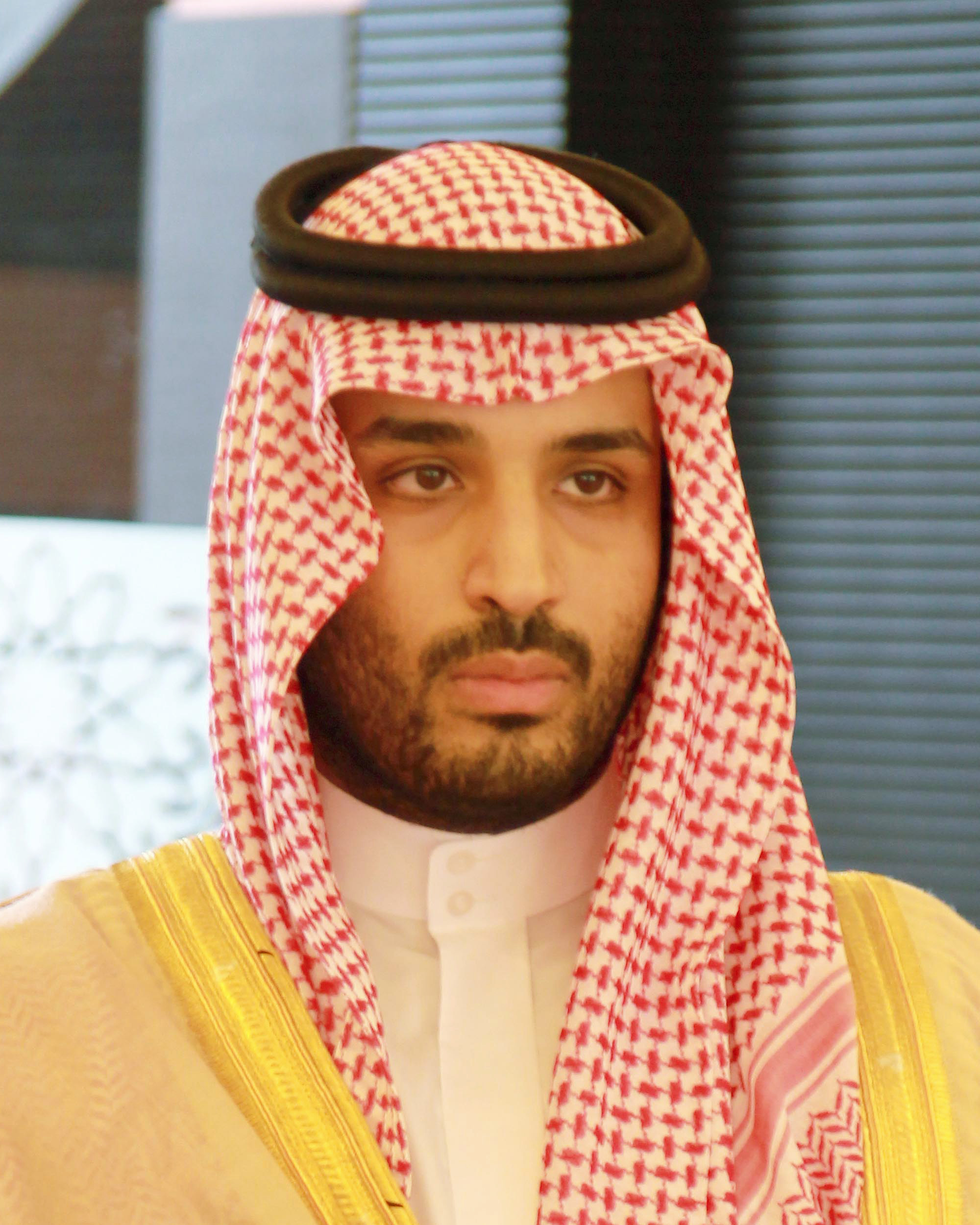
' محمد بن سلمان آل سعود، ولي العهد
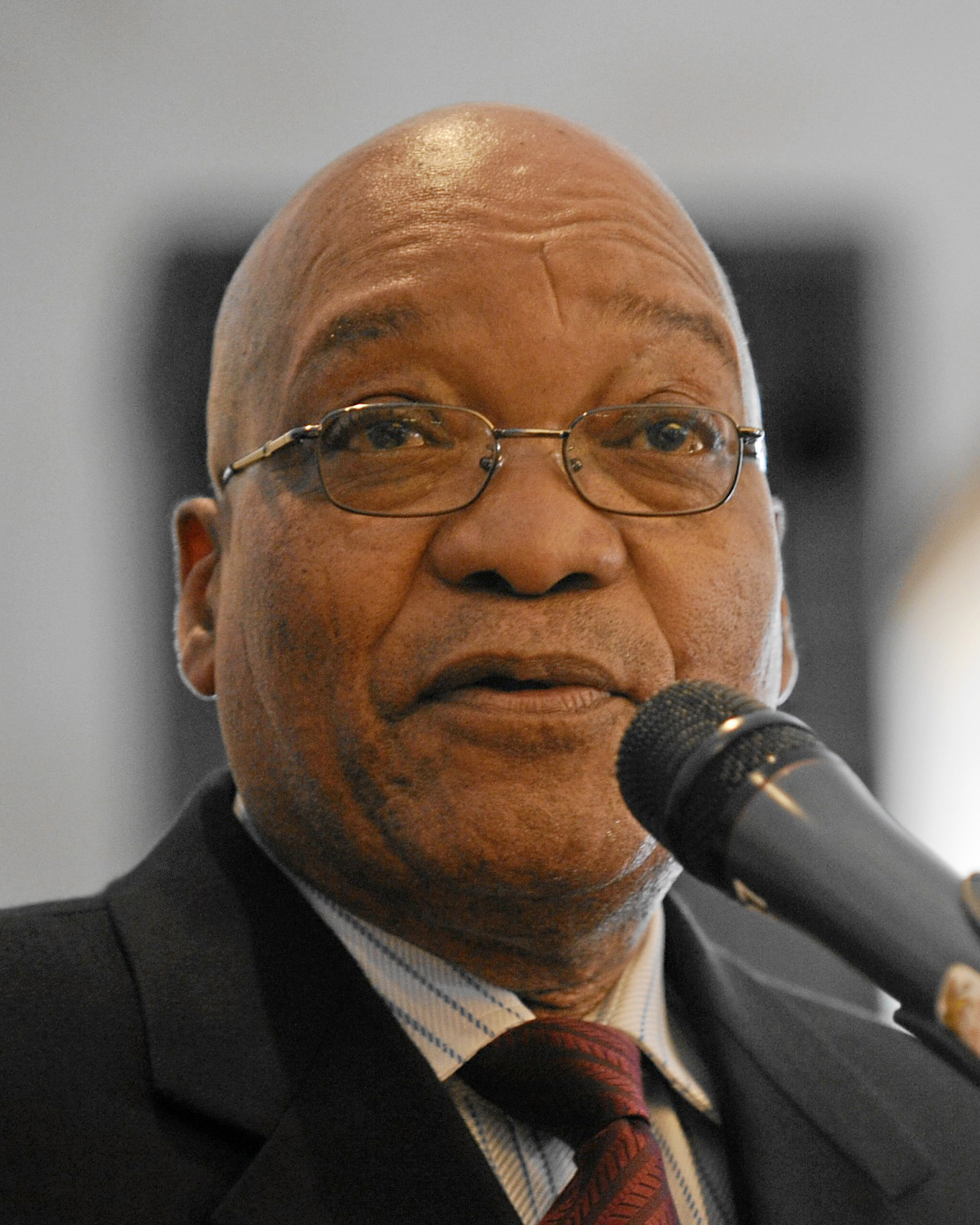
' جاكوب زوما، الرئيس
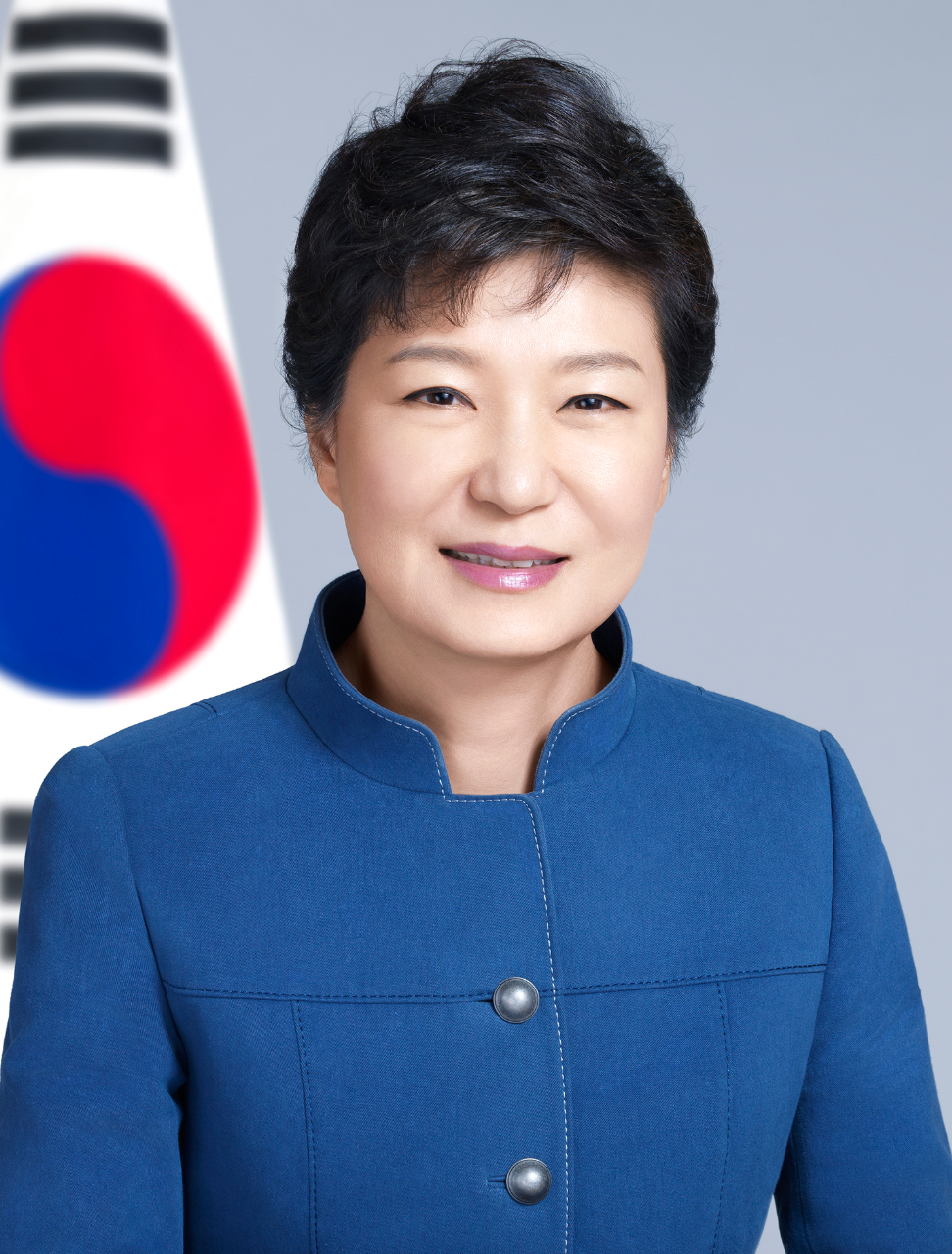
' باك غن هي، الرئيسة
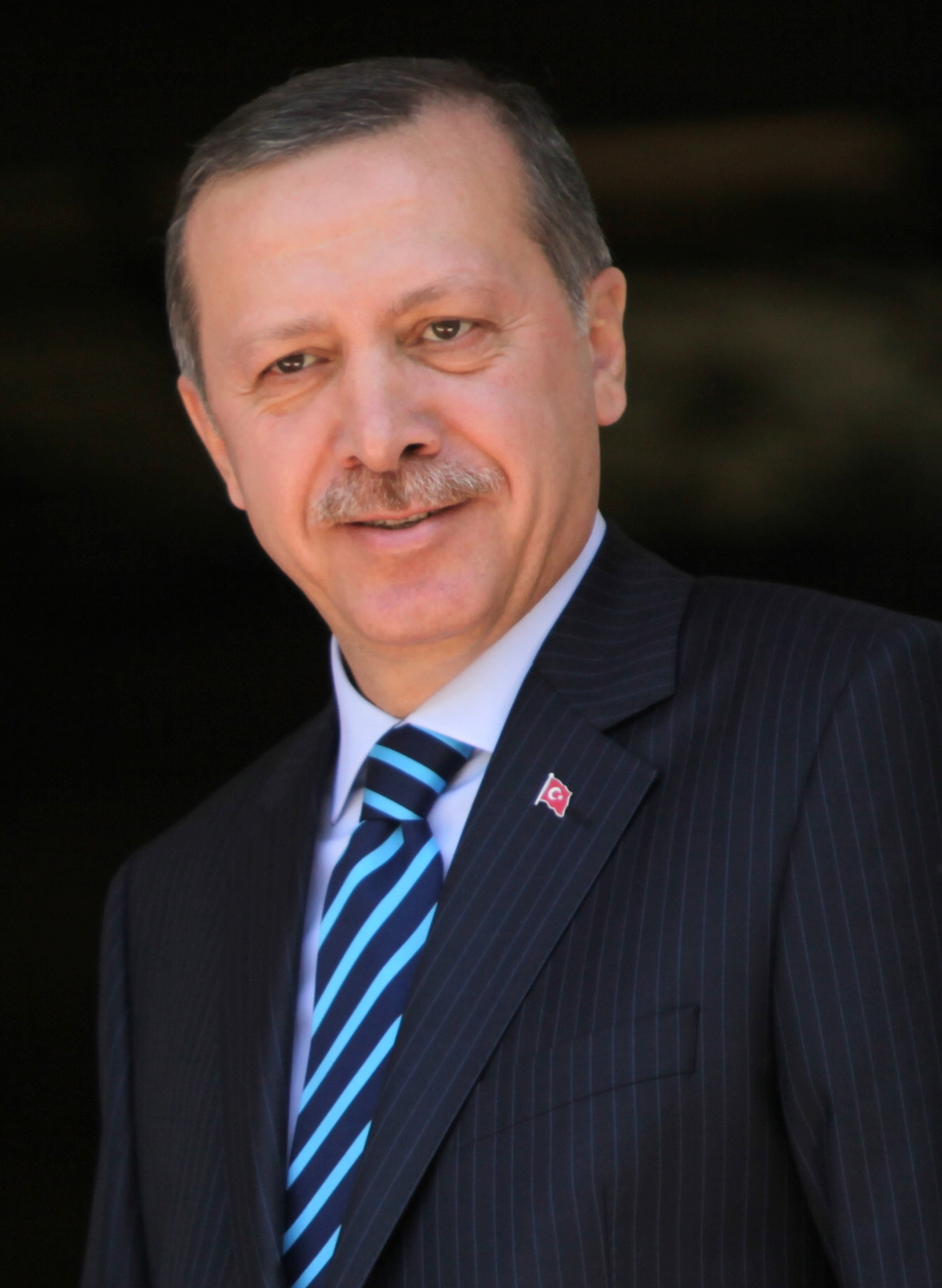
' رجب طيب أردوغان، الرئيس
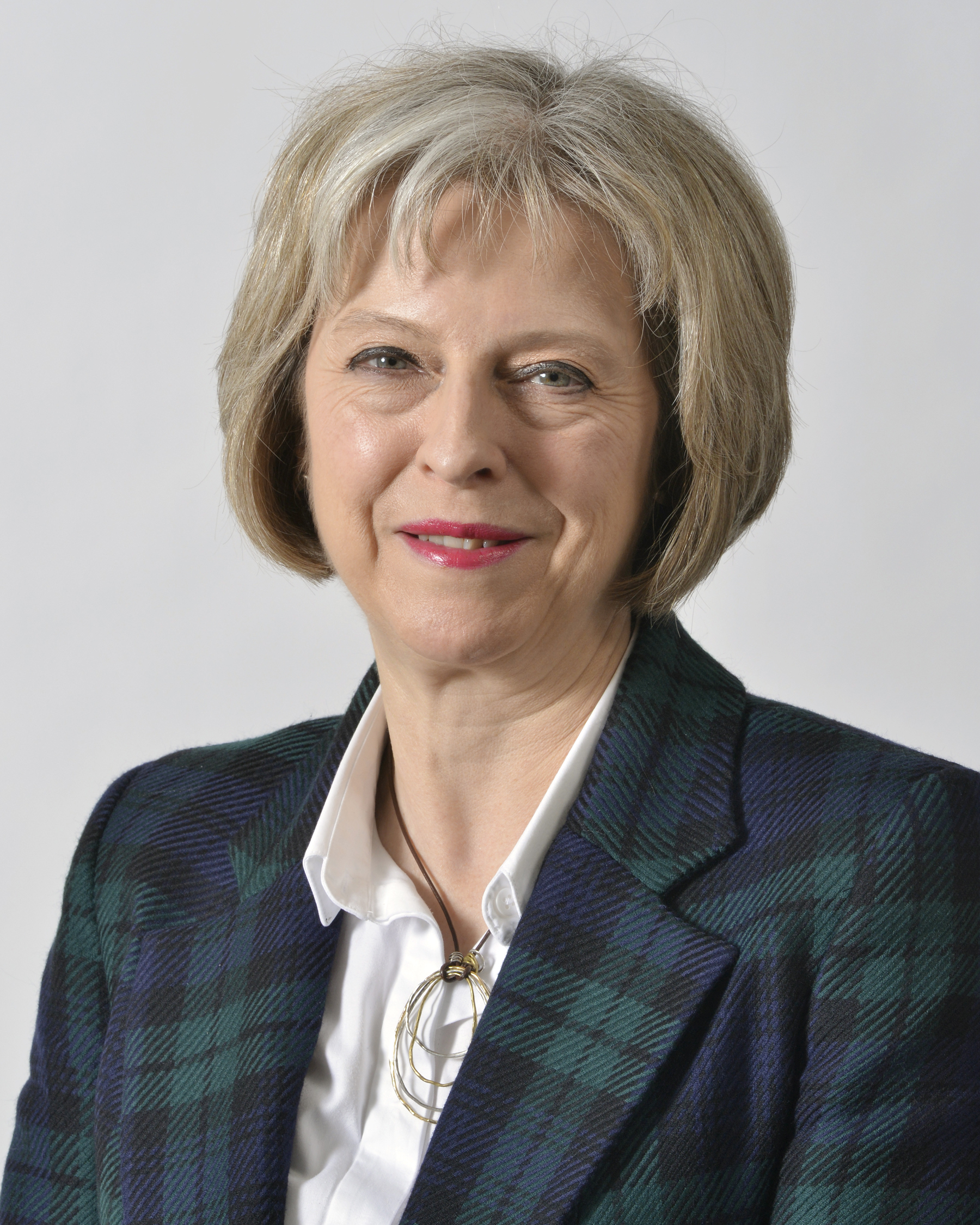
' تيريزا ماي، رئيسة الوزراء
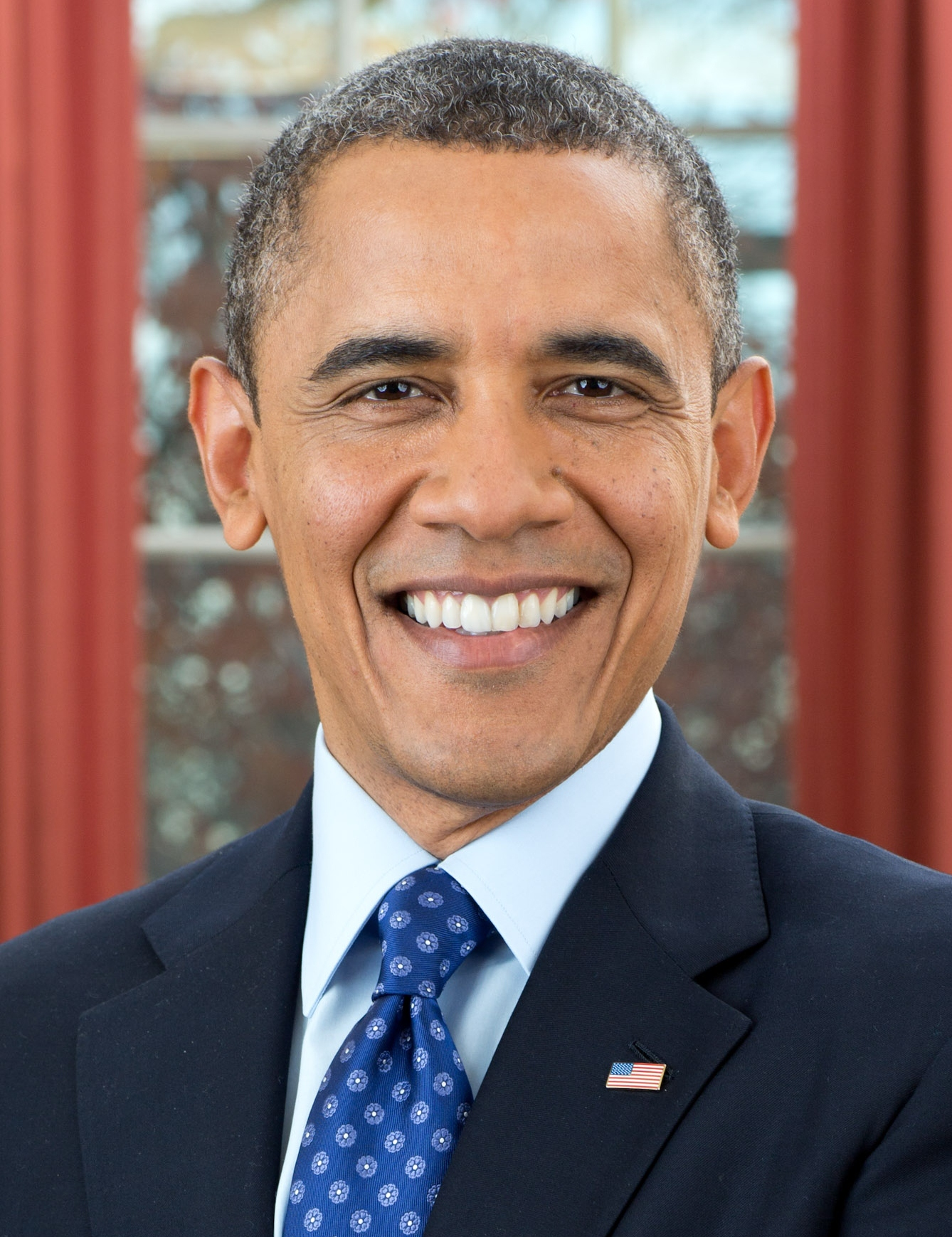
' باراك أوباما، الرئيس
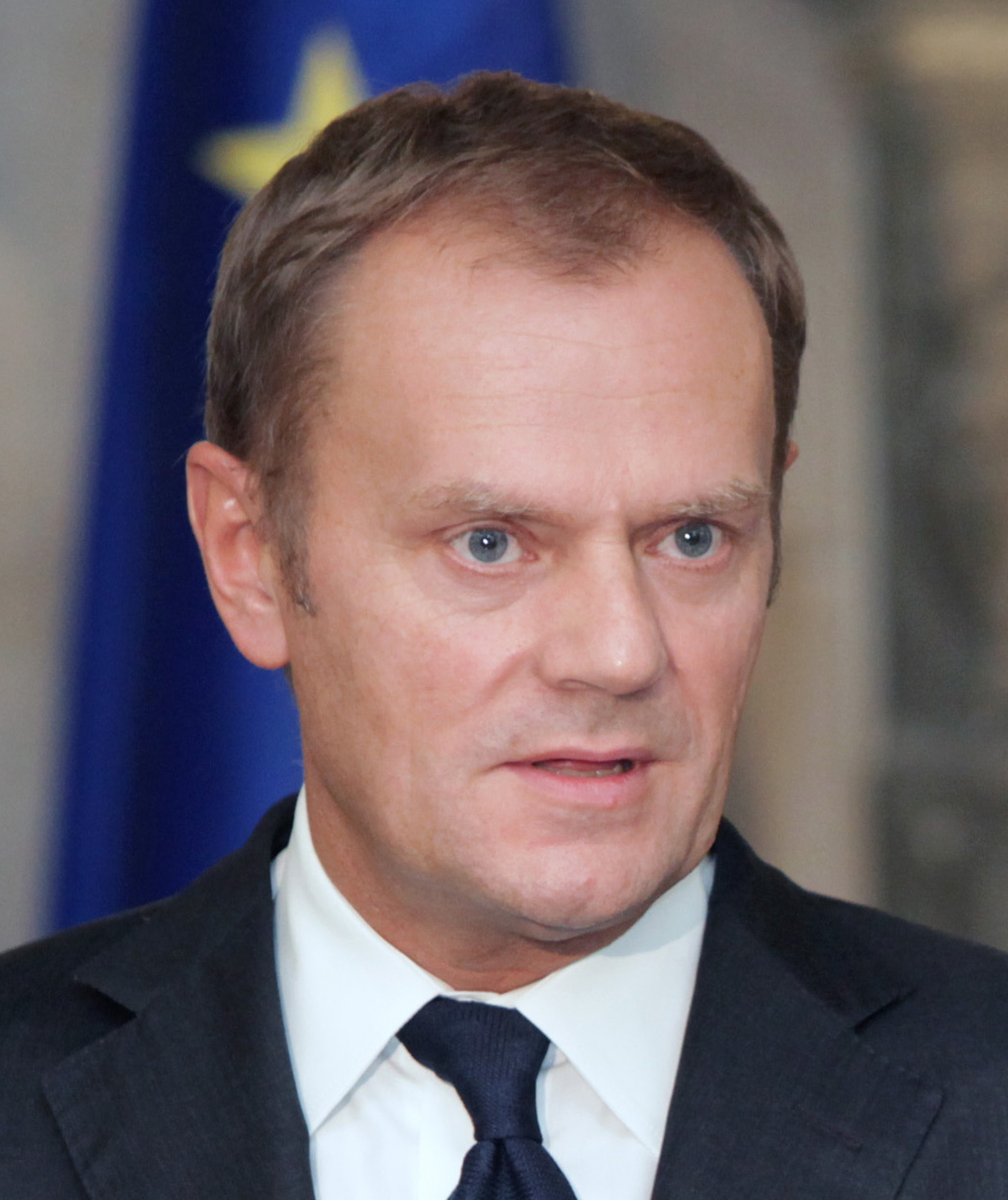
' دونالد توسك، رئيس المجلس الأوروبي
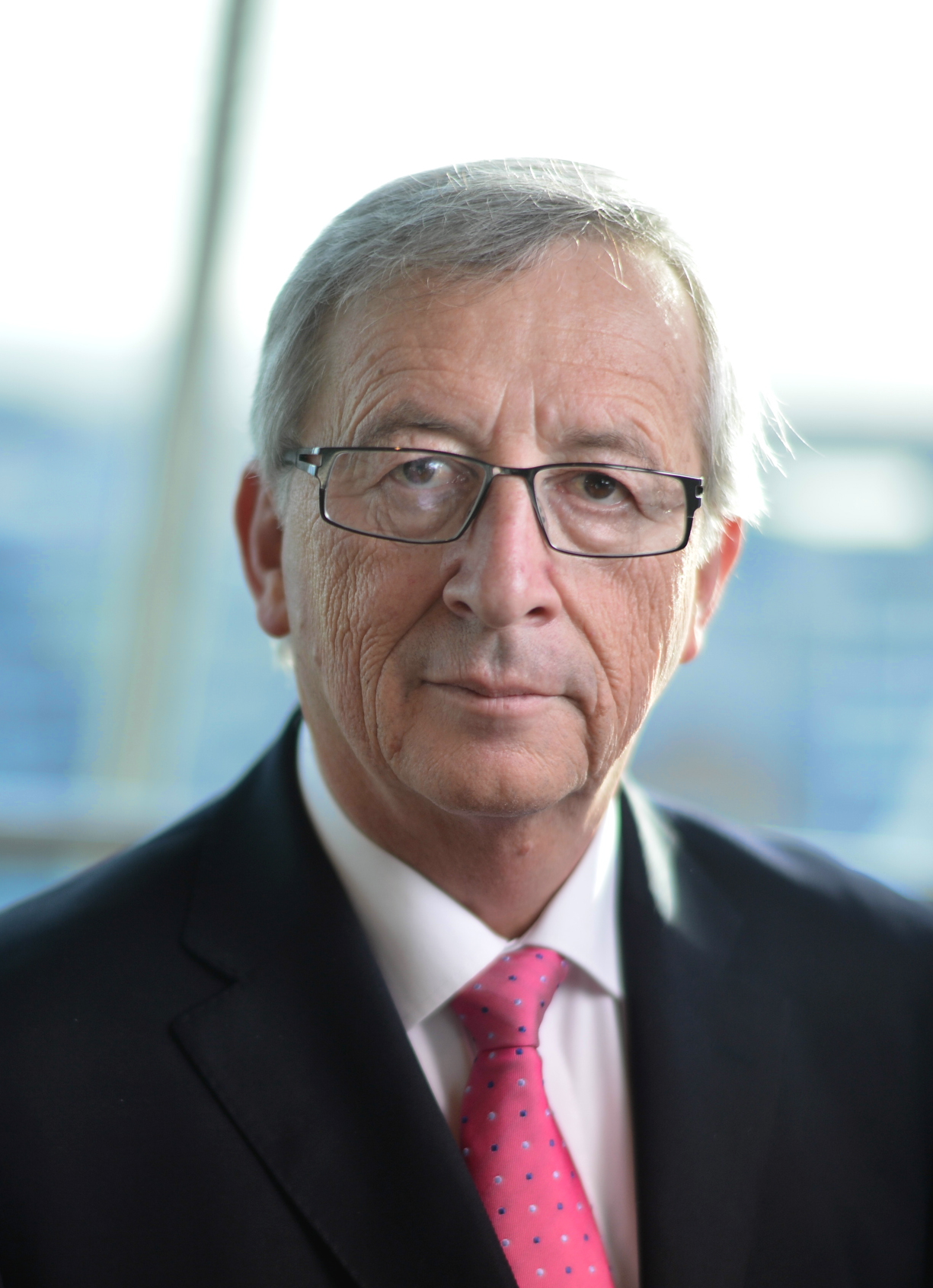
' جان كلود يونكر، رئيس المفوضية الأوروبية

- الأرجنتين
ماوريسيو ماكري، الرئيس
- أستراليا
مالكولم تورنبول، رئيس الوزراء
- البرازيل
ميشال تامر، الرئيس
- كندا
جاستن ترودو، رئيس الوزراء
- فرنسا
فرانسوا أولاند، الرئيس
- ألمانيا
أنغيلا ميركل، مستشارة
- الهند
ناريندرا مودي، رئيس الوزراء
- إندونيسيا
جوكو ويدودو، رؤساء إندونسيا
- إيطاليا
ماتيو رينزي، رئيس الوزراء
- اليابان
شينزو آبي، رئيس الوزراء
- المكسيك
إنريكه بينيا نييتو، الرئيس
- روسيا
فلاديمير بوتين، الرئيس
- السعودية
محمد بن سلمان آل سعود، ولي العهد
- جنوب إفريقيا
جاكوب زوما، الرئيس
- كوريا الجنوبية
باك غن هي، الرئيسة
- تركيا
رجب طيب أردوغان، الرئيس
- المملكة المتحدة
تيريزا ماي، رئيسة الوزراء
- الولايات المتحدة
باراك أوباما، الرئيس
- الاتحاد الأوروبي
دونالد توسك، رئيس المجلس الأوروبي
- الاتحاد الأوروبي
جان كلود يونكر، رئيس المفوضية الأوروبية

### القادة المدعوون

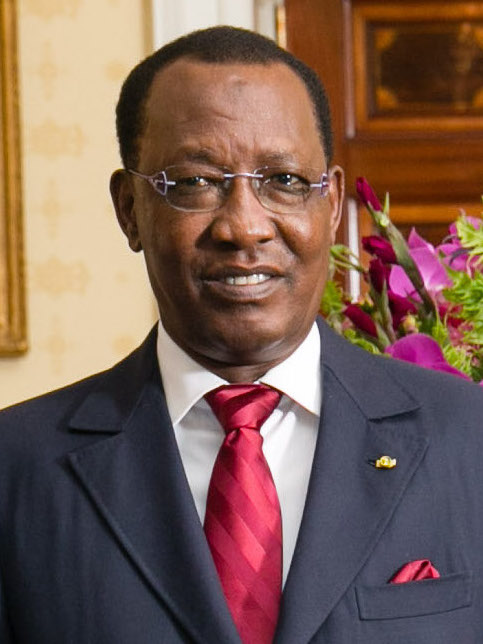
تشاد إدريس ديبي إتنو، الرئيس، الرئيس العام الاتحاد الأفريقي لسنة 2016
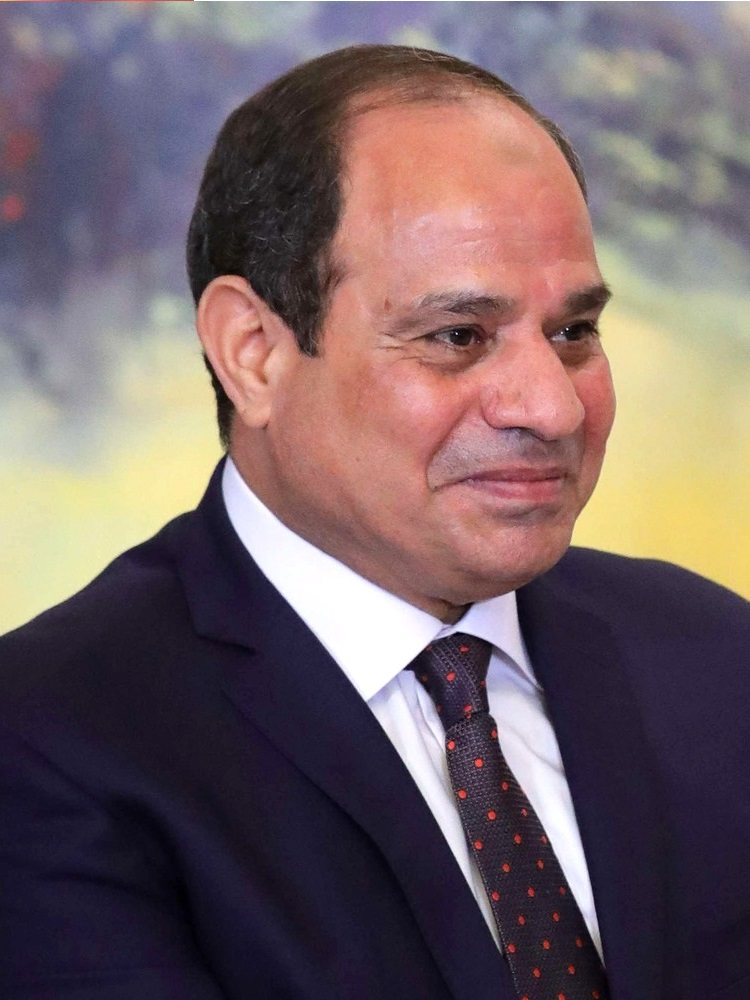
مصر عبد الفتاح السيسي، الرئيس، ضيف مدعو
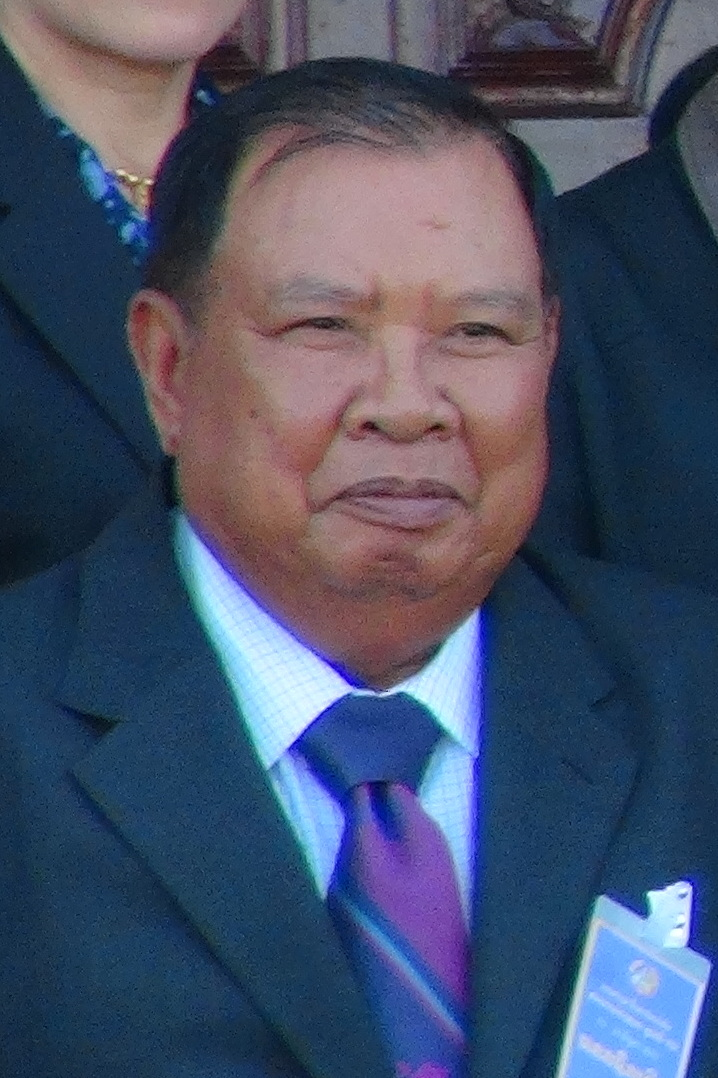
لاوس بونغ نانغ فوراشيث، الرئيس، رئيس منظمة أسيان لسنة 2016
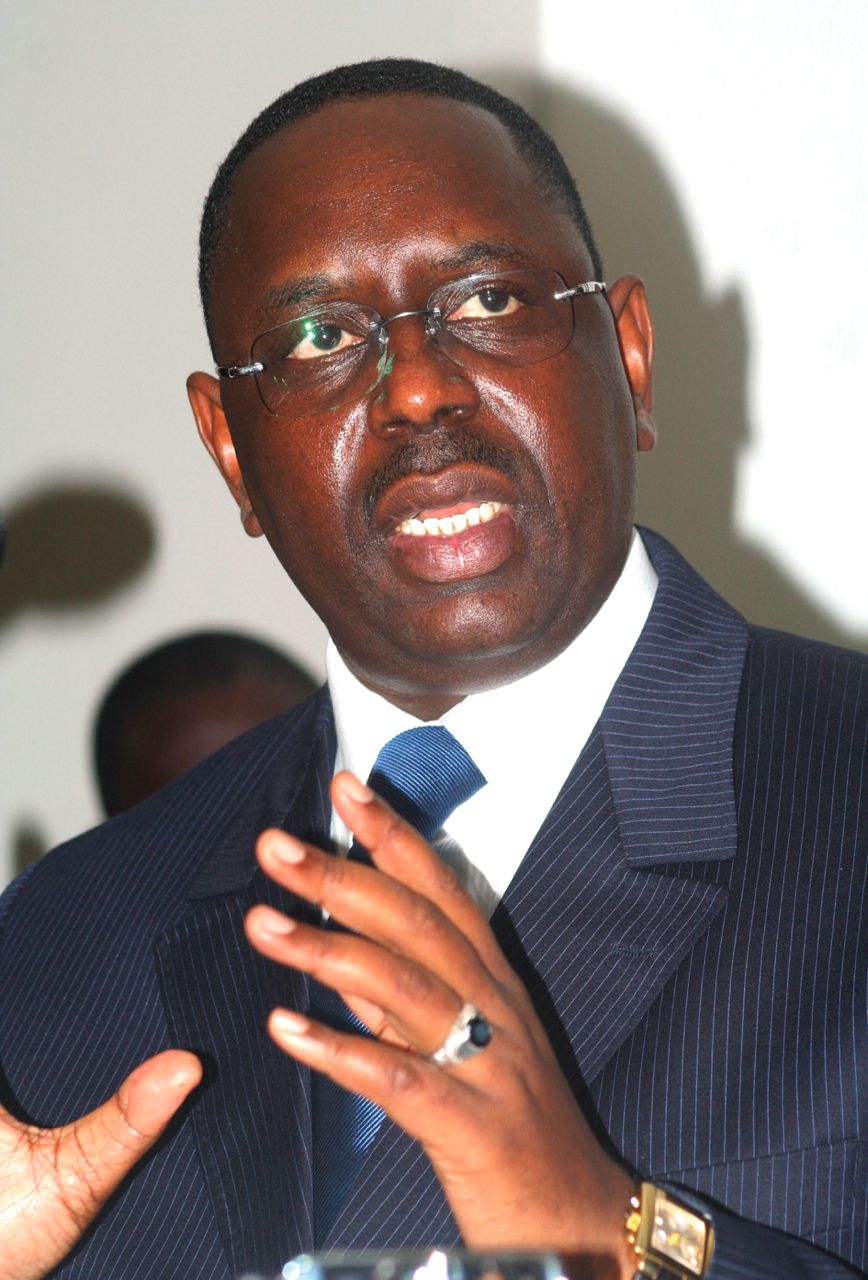
السنغال ماكي سال، الرئيس، رئيس منظمة نيباد
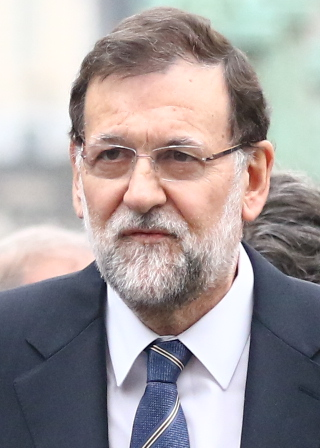
إسبانيا ماريانو راخوي، رئيس الوزراء، ضيف مدعو بشكل دائم
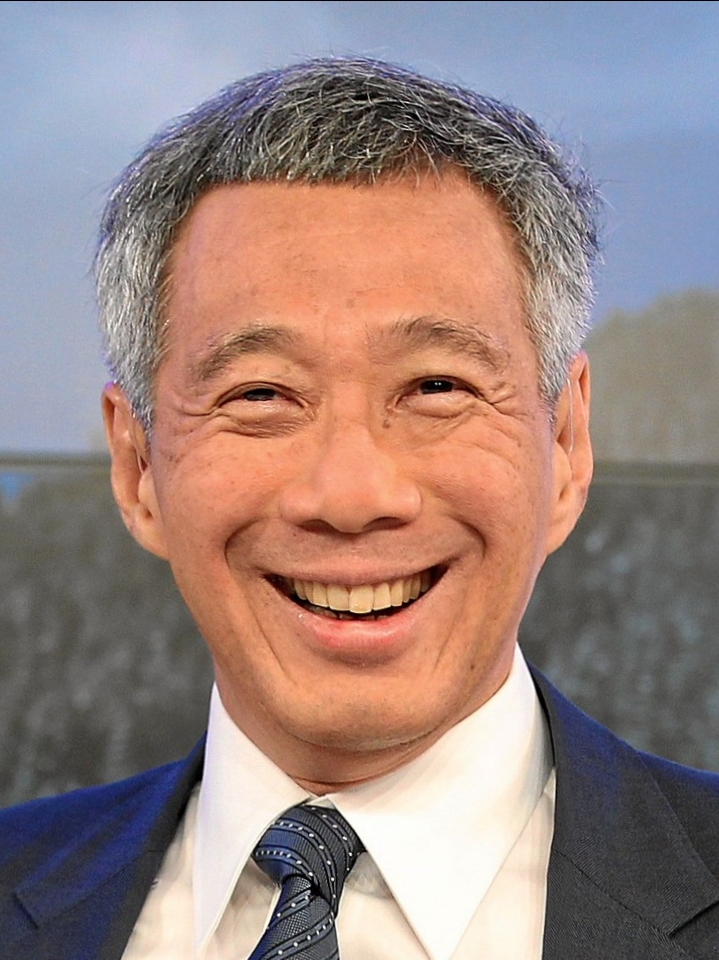
سنغافورة لي هسين لونغ، رئيس الوزراء، ضيف مدعو
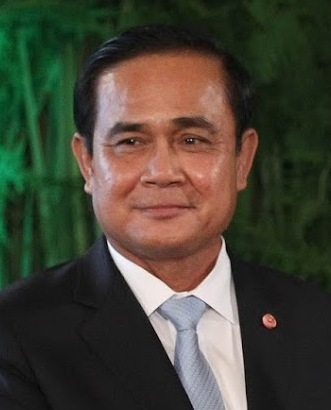
تايلاند برايوت تشان أوتشا، رئيس الوزراء، ضيف مدعو

### المنظمات الدولية

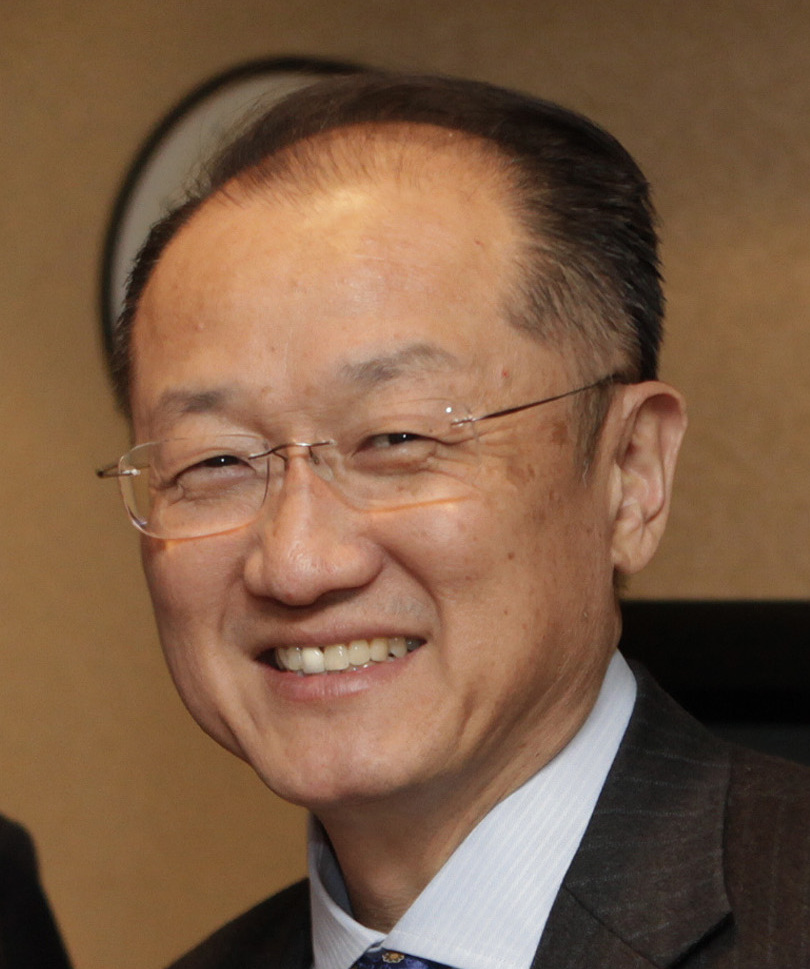
البنك الدولي كم يونغ، الرئيس
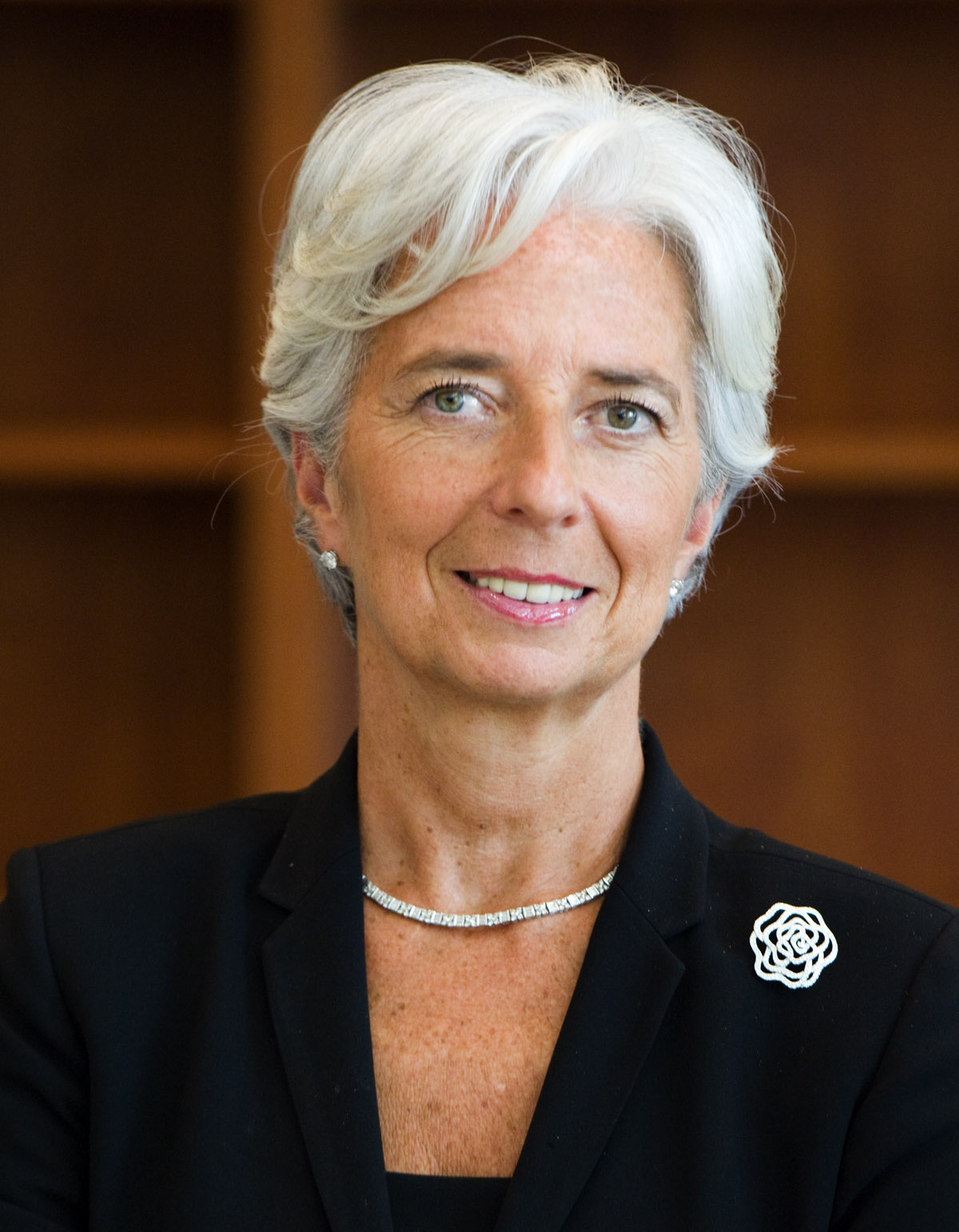
صندوق النقد الدولي كريستين لاغارد، المديرة
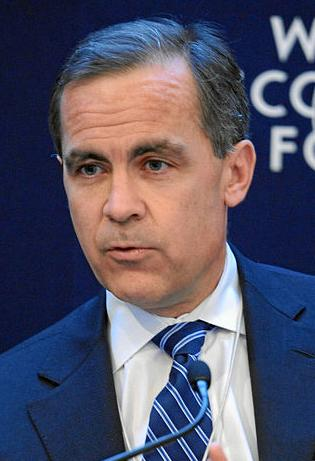
مجلس الإستقرار المالي مارك كارني، الرئيس
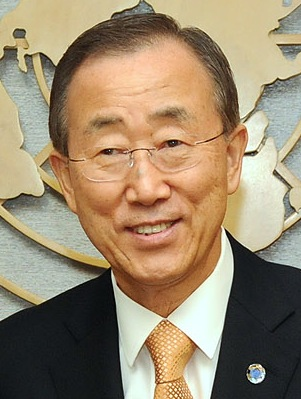
الأمم المتحدة بان كي مون، الأمين العام
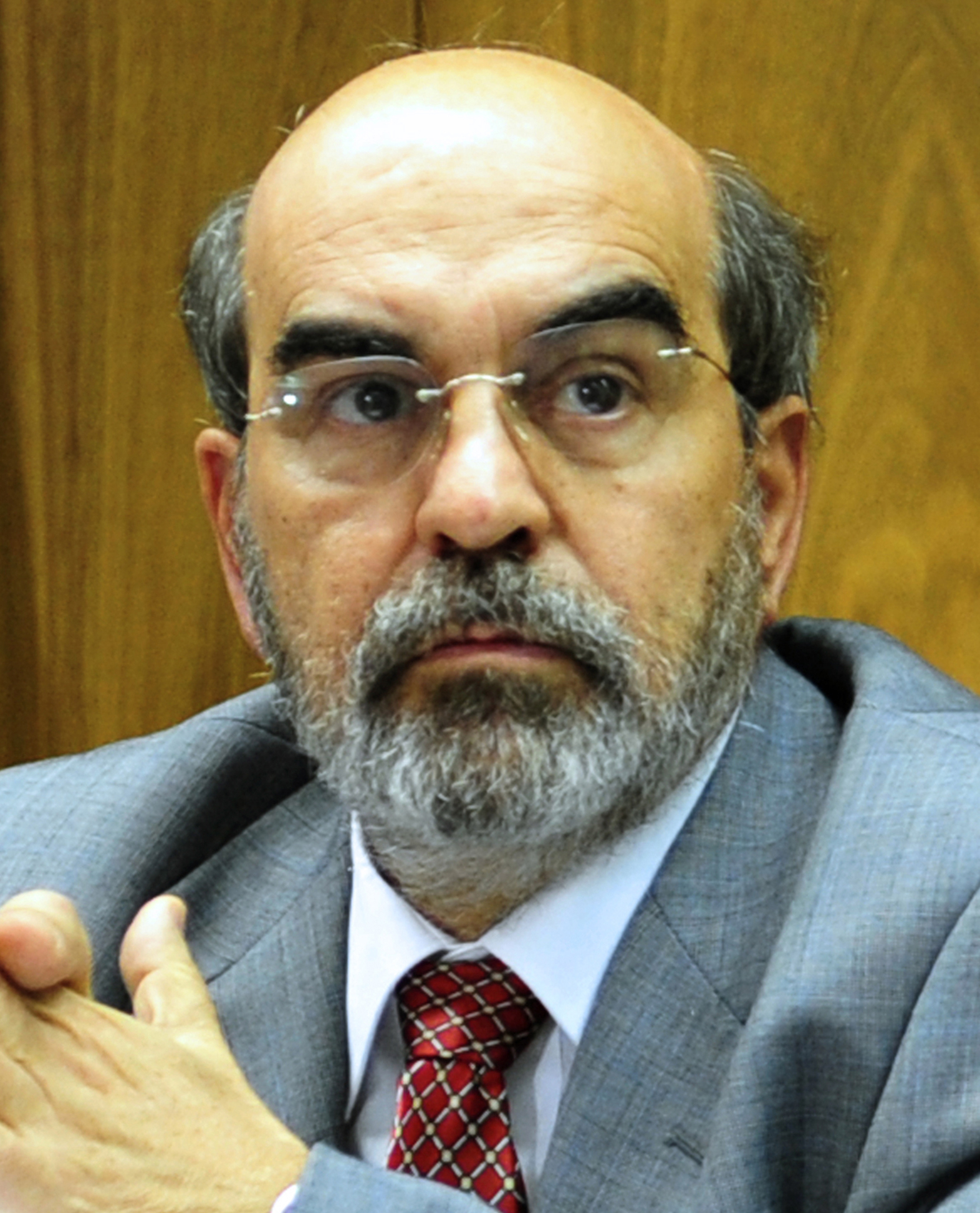
منظمة الأمم المتحدة للزراعة والغذاء خوسيه غرازيانو داسيلفا، المدير العام
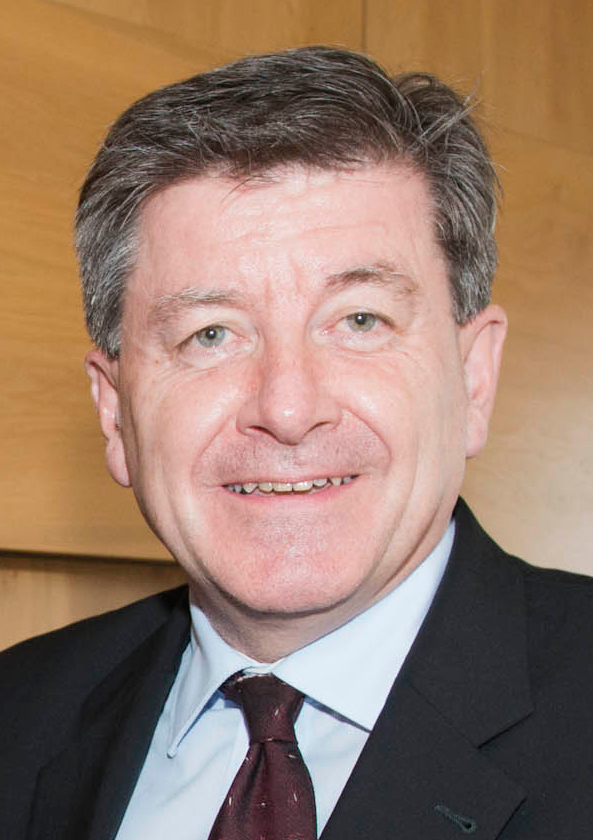
منظمة العمل الدولية غاي رايدر، المدير العام
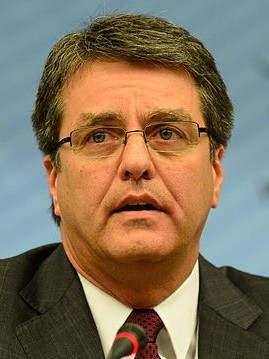
منظمة التجارة العالمية روبرتو أزيفيدو، المدير العام
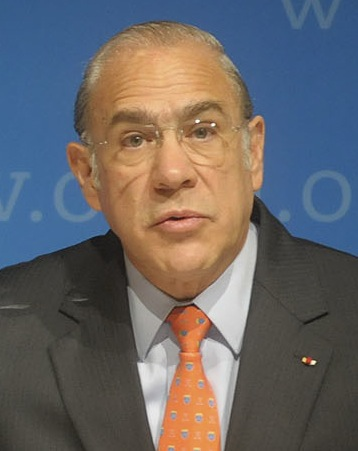
منظمة التعاون الاقتصادي والتنمية خوسيه أنخيل غوريا، الأمين العام

## الخلافات
لقد تعرض الرئيس أوباما لتجاهل من شي جين بينج والحزب الشيوعي الصيني عندما هبط من الطائرة الرئاسية إلى مدرج مطار هانغتشو الدولي دون الترحيب المعتاد بالسجادة الحمراء.

### الرقابة على الانترنت
استشهد شي جين بينغ في خطابه بـ "Guoyu"، كتب التاريخ الصينية التقليدية، في الفصل التاسع من "通商宽农" (tōng shāng kuān nóng، والتي تعني خفض الضرائب وجعل الطريق سهل المشي، وتعزيز التسويق، وتخفيف الزراعة)، لكنه نطقها عن طريق الخطأ بأنها "通商宽衣" (宽衣" kuān yī تعني خلع الملابس)، وأمرت إدارة الدعاية المركزية وسائل الإعلام والمنصات الاجتماعية بحظر هذه المناقشة.